# 청자 참외모양 병
청자 참외모양 병(靑磁 瓜形 甁)은 참외 모양 몸에 참외꽃을 입 부분으로 삼고, 굽다리를 겹치마처럼 표현한 매우 기품 있는 고려청자이다. 1962년 12월 20일 대한민국의 국보 제94호로 지정되었다.

## 개요
담녹색이 감도는 맑은 비색 유약이 전면에 얇고 고르게 발라져있으며, 부분적으로 유빙열이 나있다. 정선된 태토에 굽다리에는 회백색의 내화토 받침으로 받쳐 구운 흔적이 남아 있다. 경기도 장단군 장도면의 고려 인종 장릉에서 황통 6년(1146년) 명이 있는 인종시책, 은제 젓가락, 청동제 숟가락 등 유물과 함께 발견된 화병으로 전한다. 태토나 유약이 가장 세련되었던 12세기 중반 경 고려청자 최성기의 작품이다.

## 같이 보기
- 고려청자
- 장릉

## 참고자료
- 청자 참외모양 병 - 국가유산청 국가유산포털

 본 문서에는 서울특별시에서 지식공유 프로젝트를 통해 퍼블릭 도메인으로 공개한 저작물을 기초로 작성된 내용이 포함되어 있습니다.